# هوارد تايلور
هوارد تايلور (5 أبريل 1908 في المملكة المتحدة - 30 ديسمبر 1985 في المملكة المتحدة) (بالإنجليزية: Howard Taylor)‏ هو لاعب كريكت بريطاني وبريطاني (وحمل سابقاً جنسية المملكة المتحدة لبريطانيا العظمى وأيرلندا). لعب مع Kent County Cricket Club ‏.

## وصلات خارجية
- هوارد تايلور على موقع إي آس بي آن كريك إنفو (الإنجليزية)